# Basketball-Europameisterschaft 1999/Qualifikation
Diese Seite beschreibt die Qualifikation zur Basketball-Europameisterschaft 1999 der Männer. An der Qualifikation um die 14 freien Plätze nahmen insgesamt 39 Nationalmannschaften teil.

## Modus
Insgesamt nahmen 16 Mannschaften an der EuroBasket 1999 teil, die sich auf unterschiedliche Weise für das Turnier qualifizierten:
- Jugoslawien, war als Titelverteidiger automatisch qualifiziert.

- Frankreich war als Gastgeber automatisch gesetzt.

- 14 Teilnehmer wurden über drei Qualifikationsrunden ermittelt.

## Erste Qualifikationsrunde (Preliminary Round)
In der ersten Qualifikationsrunde wurde in einer Gruppe Teilnehmer für die zweite und dritte Qualifikationsrunde ermittelt. An dieser Runde nahmen die sechs Nationalmannschaften teil, die die 1. Qualifikationsrunde zur EM 1997 auf den Tabellenplätzen 4 und 5 beendet hatten. Die beiden Erstplatzierten dieser Gruppe erreichten direkt die dritte Qualifikationsrunde und die Teams auf den Tabellenplätzen 3 bis 5 spielten in der zweiten Qualifikationsrunde weiter.

### Gruppe X
| Platz | Team      | Spiele | Siege | Niederl. | Punkte  | Körbe | Diff |
| ----- | --------- | ------ | ----- | -------- | ------- | ----- | ---- |
| 1     | Dänemark  | 5      | 4     | 1        | 476:365 | +111  | 9    |
| 2     | Island    | 5      | 3     | 2        | 413:381 | +032  | 8    |
| 3     | Zypern    | 5      | 3     | 2        | 358:366 | −08   | 8    |
| 4     | Irland    | 5      | 3     | 2        | 436:407 | +029  | 8    |
| 5     | Luxemburg | 5      | 1     | 4        | 352:465 | −113  | 6    |
| 6     | Albanien  | 5      | 1     | 4        | 361:412 | −051  | 6    |

## Zweite Qualifikationsrunde (Qualifying Round)
In der zweiten Qualifikationsrunde wurde in 4 Gruppen (A bis C) gespielt. An dieser Runde nahmen 16 Nationalmannschaften teil. Neben den drei Teams aus der ersten Qualifikationsrunde nahmen die Mannschaften, die die 2. Qualifikationsrunde zur EM 1997 auf den Tabellenplätzen 5 und 6 beendet hatten sowie die die 1. Qualifikationsrunde zur EM 1997 auf dem Tabellenplatz 6 beendet hatten an dieser Runde teil. Die ersten beiden dieser Gruppen qualifizierten sich jeweils für die nächste Qualifikationsrunde.

### Gruppe A
| Platz | Team       | Spiele | Siege | Niederl. | Punkte  | Körbe | Diff |
| ----- | ---------- | ------ | ----- | -------- | ------- | ----- | ---- |
| 1     | Tschechien | 3      | 3     | 0        | 236:154 | +82   | 6    |
| 2     | Georgien   | 3      | 2     | 1        | 210:208 | +02   | 5    |
| 3     | Österreich | 3      | 1     | 2        | 167:192 | −25   | 4    |
| 4     | Zypern     | 3      | 0     | 3        | 163:222 | −59   | 3    |

### Gruppe B
| Platz | Team        | Spiele | Siege | Niederl. | Punkte  | Körbe | Diff |
| ----- | ----------- | ------ | ----- | -------- | ------- | ----- | ---- |
| 1     | Niederlande | 3      | 3     | 0        | 239:208 | +31   | 6    |
| 2     | Belgien     | 3      | 2     | 1        | 266:236 | +30   | 5    |
| 3     | Irland      | 3      | 1     | 2        | 226:225 | +01   | 4    |
| 4     | Norwegen    | 3      | 0     | 3        | 203:265 | −62   | 3    |

### Gruppe C
| Platz | Team      | Spiele | Siege | Niederl. | Punkte  | Körbe | Diff |
| ----- | --------- | ------ | ----- | -------- | ------- | ----- | ---- |
| 1     | Slowakei  | 3      | 3     | 0        | 229:185 | +44   | 6    |
| 2     | England   | 3      | 2     | 1        | 267:208 | +59   | 5    |
| 3     | Schweiz   | 3      | 1     | 2        | 199:223 | −24   | 4    |
| 4     | Luxemburg | 3      | 0     | 3        | 187:266 | −79   | 3    |

### Gruppe D
| Platz | Team     | Spiele | Siege | Niederl. | Punkte  | Körbe | Diff |
| ----- | -------- | ------ | ----- | -------- | ------- | ----- | ---- |
| 1     | Portugal | 3      | 2     | 1        | 293:228 | +065  | 5    |
| 2     | Rumänien | 3      | 2     | 1        | 264:217 | +047  | 5    |
| 3     | Finnland | 3      | 2     | 1        | 239:223 | +016  | 5    |
| 4     | Wales    | 3      | 0     | 3        | 192:320 | −128  | 3    |

## Dritten Qualifikationsrunde (Semi Final Round)
In der dritten Qualifikationsrunde wurde in 5 Gruppen (A bis E) gespielt. An dieser Runde nahmen 30 Nationalmannschaften teil. Neben den zwei bzw. acht Mannschaften die in der ersten und zweiten Qualifikationsrunde erfolgreich waren, nahmen an dieser Runde 20 Mannschaften teil, die direkt für diese Runde gesetzt waren. Bei den 20 Mannschaften handelt es sich um die Teams, die die zweite Qualifikationsrunde zur EM 1997 auf den ersten vier Tabellenplätzen beendeten oder direkt für die Endrunde qualifiziert waren (Spanien und Jugoslawien) abzüglich der beiden Teams die direkt für die Endrunde 1999 qualifiziert waren aus Frankreich und Jugoslawien. Der Gruppenerste und der Gruppenzweite dieser Gruppen qualifizierten sich für die Endrunde. Die vier besten der fünf Gruppendritten qualifizierten sich ebenfalls für die Endrunde.

### Gruppe A
| Platz | Team         | Spiele | Siege | Niederl. | Punkte  | Körbe | Diff |
| ----- | ------------ | ------ | ----- | -------- | ------- | ----- | ---- |
| 1     | Slowenien    | 10     | 9     | 1        | 810:695 | +115  | 19   |
| 2     | Griechenland | 10     | 7     | 3        | 782:704 | +078  | 17   |
| 3     | Deutschland  | 10     | 7     | 3        | 731:688 | +043  | 17   |
| 4     | Bulgarien    | 10     | 3     | 7        | 744:831 | −087  | 13   |
| 5     | Slowakei     | 10     | 2     | 8        | 690:792 | −102  | 12   |
| 6     | Belgien      | 10     | 2     | 8        | 728:775 | −047  | 12   |

### Gruppe B
| Platz | Team           | Spiele | Siege | Niederl. | Punkte  | Körbe | Diff |
| ----- | -------------- | ------ | ----- | -------- | ------- | ----- | ---- |
| 1     | Russland       | 10     | 9     | 1        | 942:723 | +219  | 19   |
| 2     | Nordmazedonien | 10     | 8     | 2        | 747:677 | +070  | 18   |
| 3     | Ungarn         | 10     | 6     | 4        | 693:664 | +029  | 17   |
| 4     | Polen          | 10     | 4     | 6        | 758:741 | +017  | 14   |
| 5     | Portugal       | 10     | 3     | 7        | 709:813 | −104  | 13   |
| 6     | Rumänien       | 10     | 0     | 10       | 615:846 | −231  | 10   |

### Gruppe C
| Platz | Team     | Spiele | Siege | Niederl. | Punkte  | Körbe | Diff |
| ----- | -------- | ------ | ----- | -------- | ------- | ----- | ---- |
| 1     | Spanien  | 10     | 10    | 0        | 827:627 | +200  | 20   |
| 2     | Israel   | 10     | 7     | 3        | 749:688 | +061  | 17   |
| 3     | Ukraine  | 10     | 5     | 5        | 733:693 | +040  | 15   |
| 4     | England  | 10     | 4     | 6        | 679:726 | −047  | 14   |
| 5     | Belarus  | 10     | 3     | 7        | 652:774 | −122  | 13   |
| 6     | Dänemark | 10     | 1     | 9        | 639:771 | −132  | 11   |

### Gruppe D
| Platz | Team                    | Spiele | Siege | Niederl. | Punkte  | Körbe | Diff |
| ----- | ----------------------- | ------ | ----- | -------- | ------- | ----- | ---- |
| 1     | Bosnien und Herzegowina | 10     | 9     | 1        | 787:717 | +070  | 19   |
| 2     | Litauen                 | 10     | 8     | 2        | 829:637 | +192  | 18   |
| 3     | Kroatien                | 10     | 7     | 3        | 813:711 | +102  | 17   |
| 4     | Estland                 | 10     | 3     | 7        | 817:864 | −047  | 13   |
| 5     | Niederlande             | 10     | 3     | 7        | 737:841 | −104  | 13   |
| 6     | Island                  | 10     | 0     | 10       | 714:927 | −213  | 10   |

### Gruppe E
| Platz | Team       | Spiele | Siege | Niederl. | Punkte  | Körbe | Diff |
| ----- | ---------- | ------ | ----- | -------- | ------- | ----- | ---- |
| 1     | Italien    | 10     | 8     | 2        | 823:659 | +164  | 18   |
| 2     | Türkei     | 10     | 8     | 2        | 774:658 | +116  | 18   |
| 3     | Tschechien | 10     | 6     | 4        | 757:770 | −013  | 16   |
| 4     | Schweden   | 10     | 5     | 5        | 793:830 | −037  | 15   |
| 5     | Lettland   | 10     | 3     | 7        | 778:800 | −022  | 13   |
| 6     | Georgien   | 10     | 0     | 10       | 685:893 | −208  | 10   |

### Reihenfolge der Gruppendritten
| Platz | Team        | Spiele | Siege | Niederl. | Punkte  | Körbe | Diff |
| ----- | ----------- | ------ | ----- | -------- | ------- | ----- | ---- |
| 1     | Kroatien    | 10     | 7     | 3        | 813:711 | +102  | 17   |
| 2     | Deutschland | 10     | 7     | 3        | 731:688 | +043  | 17   |
| 3     | Ungarn      | 10     | 6     | 4        | 693:664 | +029  | 17   |
| 4     | Tschechien  | 10     | 6     | 4        | 757:770 | −013  | 16   |
| 5     | Ukraine     | 10     | 5     | 5        | 733:693 | +040  | 15   |